# Michelle Suárez Bértora
Michelle Suárez Bértora (Salinas, 21 de fevereiro de 1984 – Montevidéu, 22 de abril de 2022) foi uma ativista, escritora, conferencista advogada e política uruguaia. Foi a primeira senadora transexual daquele país.